# بادمحمود
بادمحمود هي قرية في مقاطعة تكاب، إيران. يقدر عدد سكانها بـ 61 نسمة بحسب إحصاء 2016.